# Charborough House
Charborough House, également connu sous le nom de Charborough Park, est un bâtiment classé Grade I. La maison se trouve entre les villages de Sturminster Marshall et Bere Regis dans le Dorset, en Angleterre.
Les terrains, qui comprennent un parc aux cerfs et des jardins, jouxtent les villages de Winterborne Zelston, Newton Peveril et Lytchett Matravers : ils sont classés Grade II* au registre national des parcs et jardins historiques, et sont parmi les plus splendides du Dorset.

## Maison de maître
Le domaine est répertorié comme Seigneurie dans le Domesday Book de 1086. Le manoir survivant se trouve au centre du parc et incorpore des parties de la maison originale construite par Walter II Erle (1586-1665) (petit-fils de Walter I), gouverneur militaire de Dorchester et commandant parlementaire pendant la guerre civile, dont les forces assiègent le Château de Corfe en 1646. La pierre et le bois sont récupérés à Corfe pour être utilisés dans la construction de la maison. Il combat pour la cause protestante internationale en tant que volontaire dans l'armée néerlandaise et est présent au siège de Bois-le-Duc en 1629. Il est impressionné par les fortifications hollandaises et, à son retour chez lui, fait découper le jardin de Charborough « en redoutes et en ouvrages » comme il l'a vu. Il emploie également un Néerlandais pour fabriquer un bassin à leurres pour le tir aux canards.
Il est actuellement la propriété et la résidence de Richard Drax.

## Mur du domaine et entrées
Charborough Park est entouré de l'un des plus longs murs de briques d'Angleterre, comprenant plus de deux millions de briques et construit entre 1841 et 1842 par le propriétaire du parc de l'époque, John Samuel Wanley Sawbridge-Erle-Drax. Il réussit à éloigner la nouvelle autoroute Wimborne / Dorchester de sa maison, mais malheureusement pour Sawbridge-Erle-Drax — qui en était également le principal promoteur et investisseur — l'autoroute à péage perd de l'argent, principalement parce que la voie ferrée entre Wimborne et Dorchester ouvre peu de temps après.
Le mur du parc longe la route A31 et est ponctué par Stag Gate à l'extrémité nord et Lion Lodge à l'entrée la plus à l'est, avec des symboles héraldiques en Lithodipyra (pierre de Coade) créés par la manufacture de pierre artificielle d'Eleanor Coade. Ces passerelles sont classées Grade II, tout comme une troisième, East Almer Lodge plus à l'ouest. Une quatrième porte d'entrée, Peacock Lodge, qui se trouve à l'intérieur des limites actuelles du domaine est classée Grade II*. Le cerf au sommet de « Stag Gate » semble avoir cinq pattes, bien que l'une d'elles soit plutôt une « souche d'arbre » intégrale qui renforce la force de la sculpture.

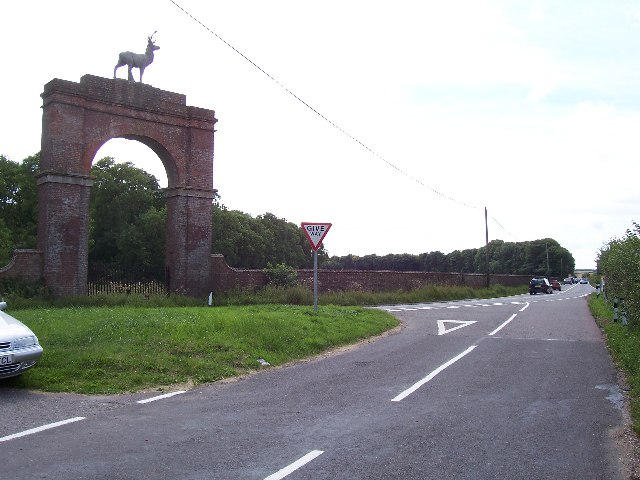
La Stag Gate sur la route A31 vers Dorchester
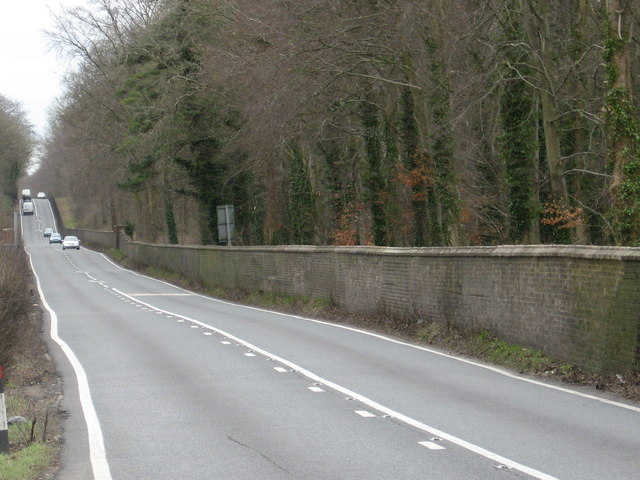
La limite du domaine ou « Mur Drax » le long de la route A31
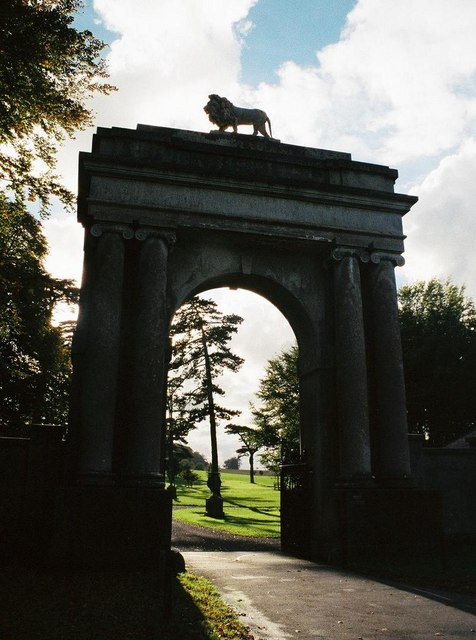
La porte du Lion Lodge
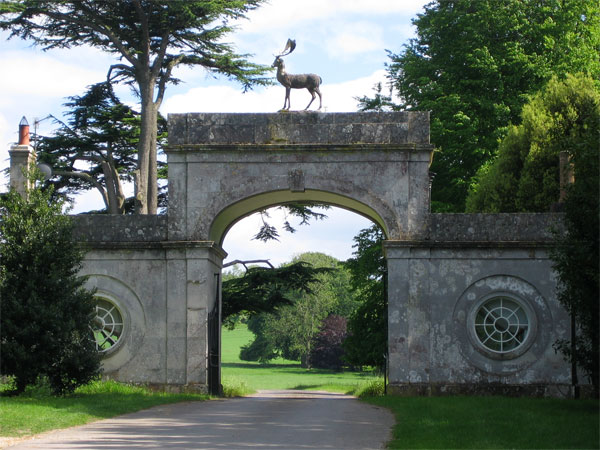
La porte Peacock Lodge, à l'intérieur des limites du domaine
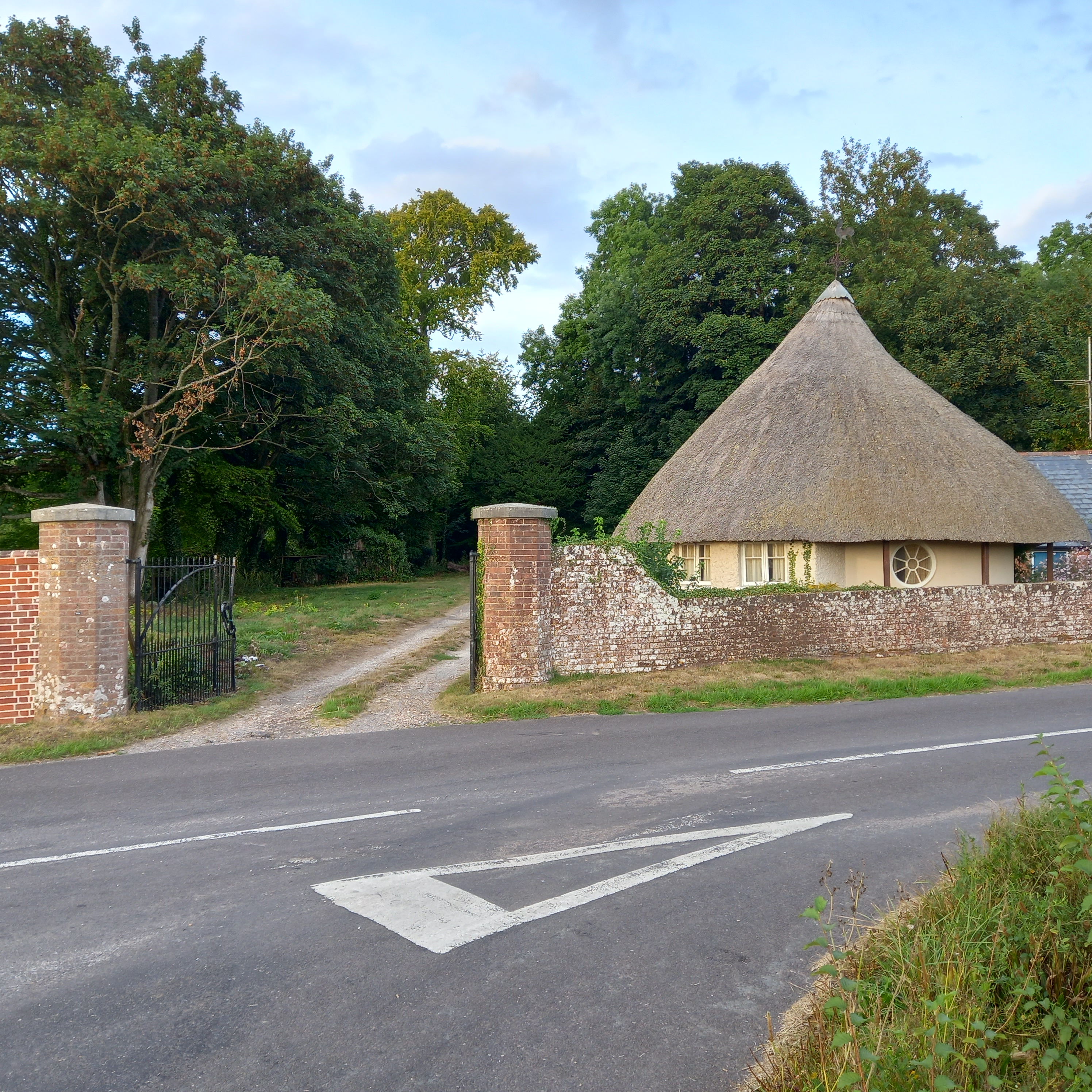
La porte du Round Lodge au sud-ouest du domaine, au bord de la route B3075